# Tihomil Beritić
Tihomil Beritić (Herceg-Novi, 24. lipnja 1919. – Zagreb, 6. travnja 1999.), hrvatski liječnik internist i toksikolog, specijalist medicine rada, akademik HAZU

## Životopis
Rođen u Herceg Novome. Medicinu studirao u Zagrebu. Diplomirao 1943. godine. Specijalizirao medicinu rada u inozemstvu i internu medicinu u Hrvatskoj u Zagrebu. U Zagrebu je 36 godina od 1949. vodio Odjel za profesionalne bolesti Instituta za medicinska istraživanja i medicinu rada. Osnovao Centar za kontrolu otrovanja. Predavao na Medicinskom fakultetu u Zagrebu kao redoviti profesor. Glavni urednik Arhiva za higijenu rada (danas Arhiv za higijenu rada i toksikologiju ) od 1969. do 1973. godine.
Bavio se toksikologijom teških metala, posebno hematološkim promjenama.  Na toj temi je doktorirao 1979. na Medicinskom fakultetu u Zagrebu s tezom o olovnoj neuropatiji.  Dokazao je da je olovna neuropatija bolest motornih neurona.

## Priznanja
Redovni član HAZU. Godine 1988. dobio Nagradu za životno djelo. 
U nakladničkom nizu HAZU Spomenica preminulim akademicima u sv. 93 iz 2000. godine prikazan je dr. Tihomil Beritić. Izdanje je uredio Dragan Dekaris.
Godine 1994. proglašen Pravednikom među narodima. Tihomil je ratnih godina bio student medicine. On i njegova mati Đina (Zina)-Gertruda skrivali su židovsko dijete, Dinu Büchler, kći svoje prijateljice. Beritić ju je prihvatio kao svoju mlađu sestru. Dina je poslije rata i odlaska u Izrael k obitelji zadržala kontakt sa svojim spasiteljima.

## Izabrana djela
- Patologija rada : profesionalne bolesti u rudarstvu, industriji i poljoprivredi , 1965.  (suautori M. Šarić, D. Majić-Prpić)
- Profesionalne bolesti , 1981.
- Toksikologija ugljikovodika, 1988.
- Mikotoksini i "Žuta kiša", 1989.
- Urgentna medicina: prethospitalni postupak, 1995.

## Izabrani prijevodi
- Akutne intoksikacije : terapijski savjeti za kućnog liječnika i kliničara , 1979.
- Pogled u čudesni živi svijet : zlatna knjiga biologije (preveli Dunja Beritić i Tihomil Beritić)

## Vanjske poveznice
- DiZbi.HAZU
- WorldCat
- Google Knjige
- Hrvatska znanstvena bibliografija